# Liste der Monuments historiques in La Chapelle-Saint-Aubert
Die Liste der Monuments historiques in La Chapelle-Saint-Aubert führt die Monuments historiques in der französischen Gemeinde La Chapelle-Saint-Aubert auf.

## Liste der Objekte
| Bezeichnung               | Beschreibung                                    | Standort                       | Kennzeichnung | Schutzstatus | Datum | Bild |
| ------------------------- | ----------------------------------------------- | ------------------------------ | ------------- | ------------ | ----- | ---- |
| Kanzel                    | Holz, 18. Jahrhundert                           | in der Kirche St-Aubert (Lage) | PM35000127    | Classé       | 1948  |      |
| Kelch                     | Silber, 17. Jahrhundert                         | in der Kirche St-Aubert (Lage) | PM35000125    | Classé       | 1919  |      |
| Skulptur Madonna mit Kind | Holz, 15. Jahrhundert, später polychrom gefasst | in der Kirche St-Aubert (Lage) | PM35000126    | Classé       | 1938  |      |